# Massif de Bonastre
Le Massif de Bonastre (en catalan : Massís de Bonastre) est un Site d'importance communautaire (SIC) situé dans la province de Tarragone, Catalogne, Espagne.  Il est une zone de basses montagnes qui se dressent entre les plaines de Alt Camp et Baix Penedès. Correspond précisément à l'extrémité sud de la cordillère prélittorale catalane. L'Accord de gouvernement 112/2006 du 5 septembre 2006, par lequel désigner des ZPS et des SIC est approuvée.
Le point culminant du massif est le Puig de San Antonio de Albinyana de 407 mètres.

## Situation
Le massif de Bonastre s'étend sur 2 680,29 ha répartis entre les municipalités suivantes :
- Bonastre
- Vespella de Gaià
- Salomó
- Montferri
- Rodonyà
- Masllorenç
- La Bisbal del Penedès
- Albinyana

## Galerie

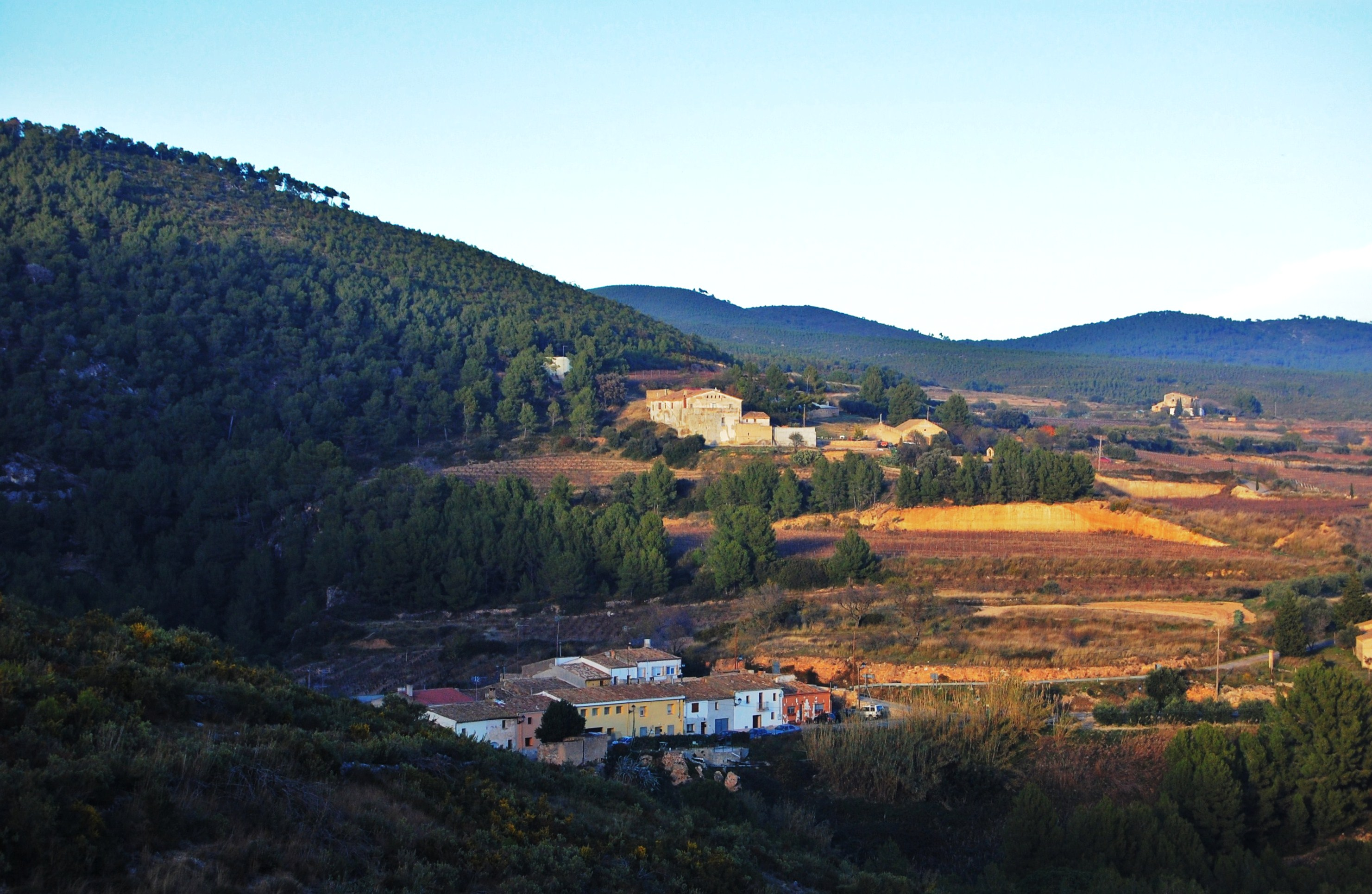
Massif de Bonastre.
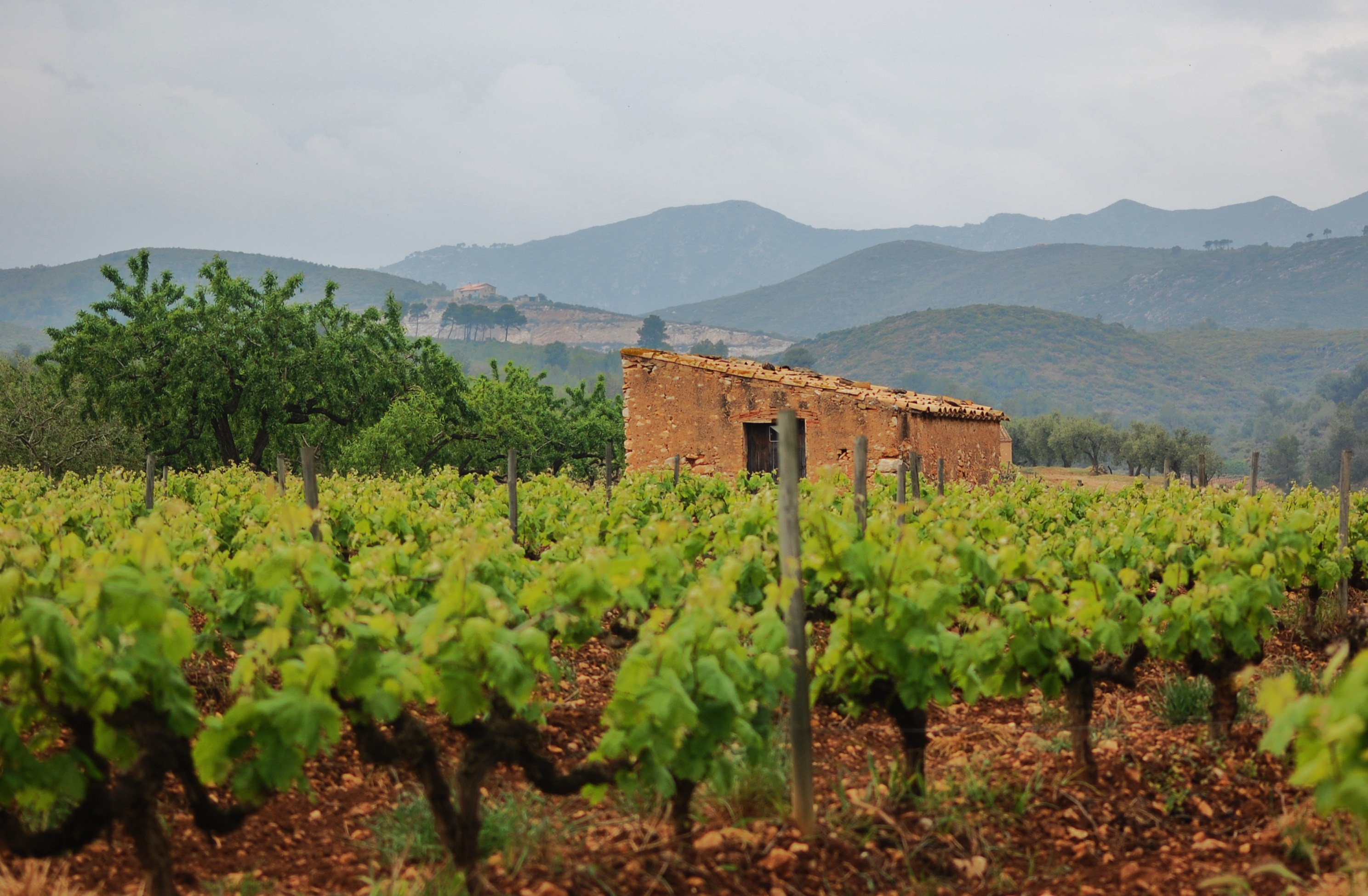
Massif de Bonastre.
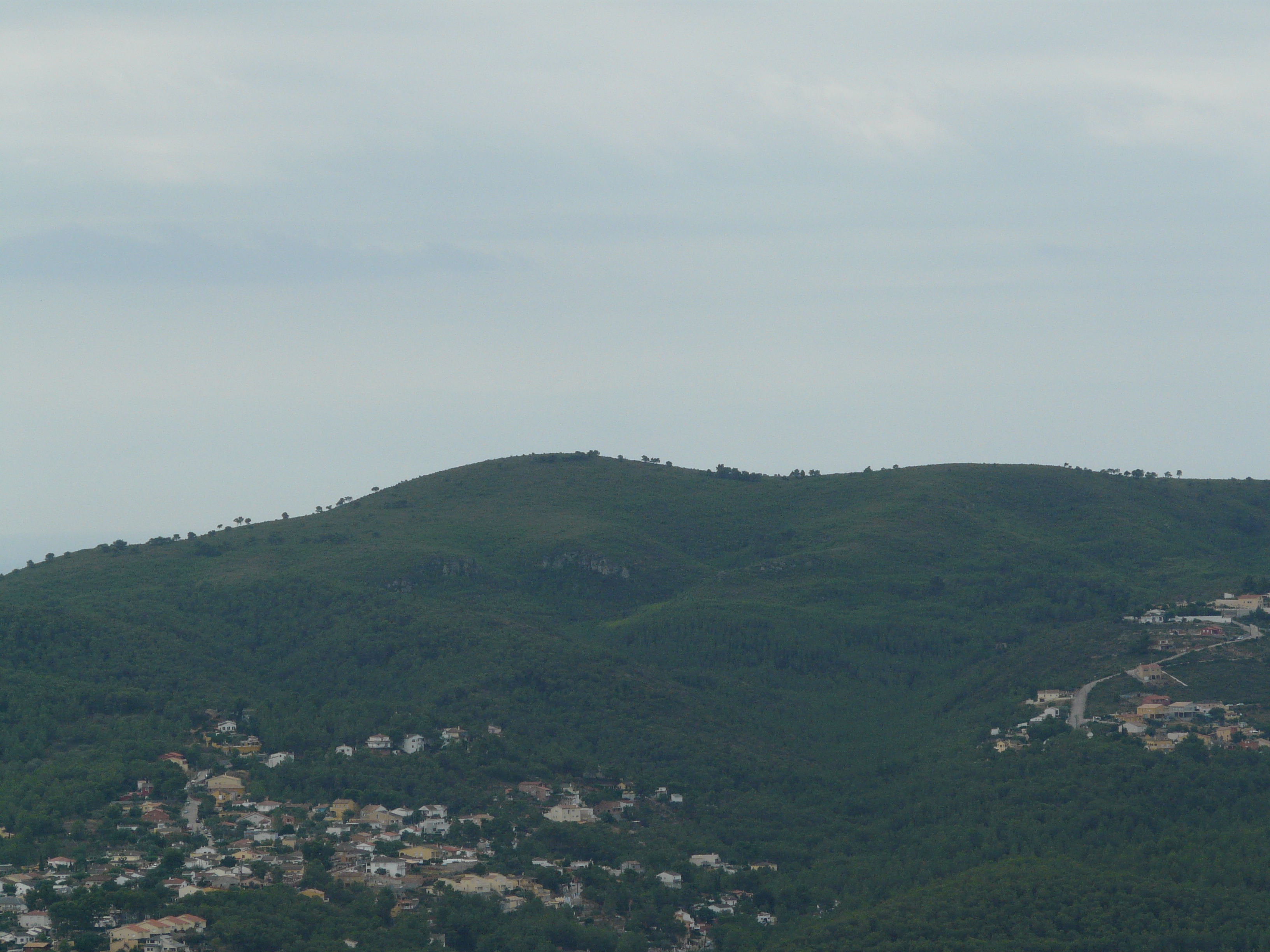
Puig de Sant Antoni